# Il mio amico a quattro zampe
Il mio amico a quattro zampe (Because of Winn-Dixie) è un film del 2005 adattato dal libro Il cane più brutto del mondo (Because of Winn-Dixie) di Kate DiCamillo e diretto dal regista Wayne Wang è stato prodotto dalla Walden Media e dalla Twentieth Century Fox e vede protagonista la giovane Anna Sophia Robb.

## Trama
India Opal Buloni (AnnaSophia Robb) è una bambina di 10 anni che si è appena trasferita nella piccola cittadina di Naomi (Florida) con suo padre (Jeff Daniels) dopo che la madre aveva abbandonato la famiglia sette anni prima. Il trasferimento fa perdere alla bambina tutti i suoi amici e così la piccola va in cerca di nuove amicizie. 
Quando un giorno al supermercato Winn-Dixie, Opal vede un cane che stava mandando all'aria il market, allora per salvarlo dal canile lo prende con sé, chiamandolo Winn-Dixie. Opal scopre che il cane diventa amico di ogni persona che incontra, e così anche la piccola riesce a fare nuove amicizie. La piccola saprà anche rianimare il rapporto con il padre, e imparerà nuove cose riguardo alla sua mamma che se ne andò via di casa sette anni prima.
Nel tentativo di sapere nuove cose riguardo alla madre, Opal chiede al padre di raccontarle dieci cose di lei. La piccola disse che l'idea gliel'aveva data Winn-Dixie, il quale le aveva detto che, visto che aveva dieci anni, doveva sapere dieci cose della madre. Il padre le dice nove cose riguardo alla madre e quindi la piccola gli chiede, "E la decima cosa? Quando la saprò?" Ed il padre le dice, "Non stasera". Opal fa anche amicizia col gestore (Dave Matthews) di un negozio per animali, nel quale la bambina lavorerà per comperare a Winn-Dixie un collare. Opal incontra Miss Franny, una gentile bibliotecaria (Eva Marie Saint), la quale le racconta incredibili storie.
Presto Opal e la sua nuova amica Gloria Dump (Cicely Tyson), considerata da tutto il paesino una strega, tengono una festa, ma Winn-Dixie scappa a causa di una tempesta. Opal mette un collare su delle foglie per ricordarlo, ma all'improvviso, quando tutti gli ospiti della festa sono dentro, Winn-Dixie ritorna dalla sua padroncina.

## Accoglienza

### Incassi
Con costi di produzione pari a 14 milioni di dollari, il film ha guadagnato 32.647.042 dollari negli Stati Uniti, e 33.589.427 di dollari nel mondo.

## Riconoscimenti
- 2005 - Young Artist Awards
  - Nomination Miglior giovane attrice a Anna Sophia Robb